# Fantastic Universe
Fantastic Universe a fost o revistă de literatură de consum din Statele Unite, apărută prima dată în iunie-iulie 1953. Redactorii principali ai revistei au fost: Leo Margulies (în perioada 1954–1956) și Hans Stefan Santesson (în perioada 1956–1960).

## Prezentare generală
Au apărut 69 de numere din iunie 1953 până în martie 1960.
Au contribuit la această revistă scriitori ca Robert E. Howard și L. Sprague de Camp cu Povestiri despre Conan , Margaret St. Clair, Algis Budrys, Philip K. Dick cu "The Minority Report", Isaac Asimov, John Brunner, Harlan Ellison, Theodore Sturgeon, Robert Silverberg, Clifford Simak, Robert F. Young, Robert Bloch etc.